# Ioanicești
Ioanicești – wieś w Rumunii, w okręgu Ardżesz, w gminie Poienarii de Argeș. W 2011 roku liczyła 258 mieszkańców.